# Tongoloa loloensis
Tongoloa loloensis là một loài thực vật có hoa trong họ Hoa tán. Loài này được (Franch.) H. Wolff miêu tả khoa học đầu tiên năm 1927.